# Coln St. Dennis
Coln St. Dennis is een civil parish in het bestuurlijke gebied Cotswold, in het Engelse graafschap Gloucestershire.